# 4,4'-偶氮吡啶
4,4'-偶氮吡啶是一种有机化合物，化学式为C10H8N4。它可由4-氨基吡啶和10%次氯酸钠溶液反应制得，或由1,2-二(4-吡啶基)肼和氧气在DMF中于80 °C反应得到。它和氰化镍在甲苯中回流反应，可以得到四氰合镍(II)酸(4,4'-偶氮吡啶)合镍(II)。它和五羰基氯化铼在四氢呋喃/甲苯中回流反应，可以得到三羰基(4,4'-偶氮吡啶)氯化铼四聚体。